# Епархия Мунацианы
Епархия Мунацианы (лат. Dioecesis Munatianensis) — титулярная епархия Римско-Католической церкви.

## История
Античный город Мунациана, находившийся в римской провинции Бизацена, в первые века христианства был центром одноимённой епархии, которая входила в Карфагенскую митрополию.
Известно имя единственного епископа епархии Викториана, который упоминается в 393 году.
С 1966 года епархия Мунацианы является титулярной епархией Римско-Католической церкви.

## Титулярные епископы
- епископ Дино Трабальцини (11.02.1966 — 28.06.1971) — назначен епископом Риети;
- епископ Хосе Дальвит M.C.C.I.[1] (5.10.1973 — 17.01.1977);
- епископ Джеральд Августин Джон Райан (28.02.1977 — 4.06.1985);
- епископ Вильгельм Шрамль (7.01.1986 — 13.12.2001) — назначен епископом Пассау;
- епископ Иосиф Мицуаки Таками P.S.S. (7.02.2002 — 17.10.2003) — назначен архиепископом Нагасаки;
- епископ Гонзало Рестрепо Рестрепо (12.12.2003 — 11.07.2006) — назначен епископом Гирардоты;
- епископ Томас Чжун Аньцзу (31.10.2006 — 24.01.2008) — назначен епископом Цзяи;
- епископ Брайан Джозеф Данн (6.07.2008 — 21.11.2009) — назначен епископом Антигониша;
- епископ Мильтон Луис Трокколи Чебедио (27.11.2009 — по настоящее время).

## Источник
- Annuario Pontificio, Libreria Editrice Vaticana, Città del Vaticano, 2003, ISBN 88-209-7422-3
- Pius Bonifacius Gams, Series episcoporum Ecclesiae Catholicae, Leipzig 1931, стр. 467  (лат.)
- Stefano Antonio Morcelli, Africa christiana, Volume I, Brescia 1816, стр. 234  (лат.)